# Rezerwat przyrody Blok
Rezerwat przyrody „Blok” – leśny rezerwat o powierzchni 6,56 ha położony w gminie Korfantów, w powiecie nyskim, w województwie opolskim. Znajduje się na terenie lasów Nadleśnictwa Prószków w Borach Niemodlińskich, w granicach Obszaru Chronionego Krajobrazu Bory Niemodlińskie.
Został utworzony na mocy zarządzenia Ministra Leśnictwa i Przemysłu Drzewnego z dnia 14 września 1959. Celem ochrony jest zachowanie ze względów naukowych i dydaktycznych fragmentu boru świeżego naturalnego pochodzenia, stanowiącego pozostałość dawnej Puszczy Niemodlińskiej.
Występującym tu zbiorowiskiem roślinnym jest suboceaniczny bór sosnowy świeży. Wśród drzew dominują wiekowe 200-letnie sosny z nielicznym już świerkiem. W runie na terenie rezerwatu występuje między innymi: kosmatka owłosiona, wrzos zwyczajny, siódmaczek leśny, pszeniec zwyczajny, kostrzewa owcza i borówka brusznica. Na terenie rezerwatu stale bytują również duże gatunki ssaków łownych takich jak: dzik, jeleń oraz sarna.
Według obowiązującego planu ochrony ustanowionego w 2016 roku, obszar rezerwatu objęty jest ochroną czynną.